# Heliotaurus ruficollis
Heliotaurus ruficollis es un coleóptero diurno polífago de la familia Tenebrionidae muy común en la región mediterránea occidental. Conocido como toro del sol o alecúlido de cuello rojo, juega un papel en la polinización de las flores de las que se alimenta.

## Descripción
Estos escarabajos tienen un cuerpo oval de 9 a 20 mm, con un tegumento brillante y finamente punteado.
Son de color negro, excepto la placa exoesquelética dorsal (pronoto) que es roja o granate. Los élitros presentan unos ligeros destellos azulados y unas características estrías longitudinales.
Sus extremidades son largas, y en los machos los tarsos anteriores se encuentran dilatados y las uñas son desiguales, habiendo en la interna un diente ancho y romo.

## Biología
Como en el resto de tenebriónidos, las larvas viven en el suelo y se alimentan de detritos.
Los adultos se alimenta de néctar, polen y de los pétalos de las flores de los propios órganos florales. Esto hace de él un insecto beneficioso que contribuye a la polinización cruzada de las flores aunque pueda ser destructivo al ser las flores parte principal de su dieta.
Sobre las flores de las que se alimenta tiene lugar tanto el apareamiento como la puesta de los huevos.

## Taxonomía
Heliotaurus ruficollis fue descrita por Johan Christian Fabricius.
Etimología
Helio, sol; taurus, toro-. Ruficollis significa de cuello rojo. 
Sinonimia
- Cistela ruficollis Fabricius, 1781.